# Pseudepidalea pewzowi
Pseudepidalea pewzowi là một loài cóc thuộc họ Bufonidae. Loài này có ở Trung Quốc, Kazakhstan, Kyrgyzstan, Mông Cổ, Uzbekistan, có thể cả Afghanistan, và có thể cả Tajikistan. Môi trường sống tự nhiên của chúng là rừng ôn đới, vùng cây bụi khô khu vực nhiệt đới hoặc cận nhiệt đới, đồng cỏ nhiệt đới hoặc cận nhiệt đới vùng đất cao, đầm nước ngọt, đầm nước ngọt có nước theo mùa, suối nước ngọt, sa mạc ôn đới, đất canh tác, và vườn nông thôn.